# Kuwejt na Letnich Igrzyskach Olimpijskich 1972
Kuwejt na Letnich Igrzyskach Olimpijskich 1972 reprezentowało 4 zawodników (sami mężczyźni). Był to 2. start reprezentacji Kuwejtu na letnich igrzyskach olimpijskich.

## Skład kadry

### Lekkoatletyka
Mężczyźni
- Junus Abd Allah – 100 metrów – odpadł w eliminacjach
- Muhammad Sad – 400 metrów – odpadł w eliminacjach

### Pływanie
Mężczyźni
- Abd Allah Abd ar–Rahman – 100 metrów st. dowolnym – odpadł w eliminacjach
- Fauzi Burahma – 200 metrów st. dowolnym – odpadł w eliminacjach